# Lamezia
Mit dem Namen Lamezia DOC werden italienische Weiß-, Rosé- und Rotweine sowie Schaumweine in der Region Kalabrien produziert, die seit 1978 eine „kontrollierte Herkunftsbezeichnung“ (Denominazione di origine controllata – DOC) besitzen, die zuletzt am 7. März 2014 aktualisiert wurde.

## Anbau
Das zugelassene Anbaugebiet liegt in der Provinz Catanzaro und umfasst das Gebiet folgender Gemeinden: Curinga, Falerna, Feroleto Antico, Gizzeria, Francavilla Angitola, Maida, Pianopoli, Lamezia Terme, San Pietro a Maida.

## Erzeugung
Die Erzeugung unter dieser Denomination umfasst:
- Verschnittweine (Cuvées):
  - Lamezia Bianco: muss mindestens 50 % der Rebsorte Greco Bianco enthalten. Höchstens 50 % andere weiße Rebsorten, die für den Anbau in der Region Kalabrien zugelassen sind, dürfen zugesetzt werden.
  - Lamezia Rosso, Lamezia Rosato und Lamezia Novello: müssen mindestens 35–45 % der Rebsorten Gaglioppo und/oder Magliocco sowie 25–45 % Greco Nero und/oder Marsigliana enthalten. Höchstens 40 % andere rote Rebsorten, die für den Anbau in der Region Kalabrien zugelassen sind, dürfen zugesetzt werden.
  - Lamezia Passito: muss mindestens 50 % Greco Bianco und 35 % Mantonico enthalten. Höchstens 15 % andere analoge Rebsorten, die für den Anbau in der Region Kalabrien zugelassen sind, dürfen zugesetzt werden.
- Fast sortenreine Weine: Die genannte Rebsorte muss jeweils zu mindestens 85 % enthalten sein. Höchstens 15 % andere analoge Rebsorten, die für den Anbau in der Region Kalabrien zugelassen sind, dürfen zugesetzt werden.
  - Lamezia Greco
  - Lamezia Greco nero
  - Lamezia Gaglioppo
  - Lamezia Mantonico
  - Lamezia Spumante (Greco Bianco und/oder Mantonico Bianco – einzeln oder gemeinsam)
  - Lamezia Spumante Rosato (Greco Bianco, Mantonico Bianco und/oder Gaglioppo – einzeln oder gemeinsam)

## Beschreibung
Laut Denomination (Auszug):

### Lamezia Bianco
- Farbe: mehr oder weniger intensiv strohgelb
- Geruch: fruchtig, charakteristisch
- Geschmack: trocken, würzig, harmonisch
- Alkoholgehalt: mindestens 11,0 Vol.-%
- Säuregehalt: mind. 4,5 g/l
- Trockenextrakt: mind. 15,0 g/l

### Lamezia Rosso
- Farbe: mehr oder weniger intensiv rot – tendiert bisweilen zu granatrot
- Geruch: weinig
- Geschmack: trocken, harmonisch
- Alkoholgehalt: mindestens 12,0 Vol.-%
- Säuregehalt: mind. 4,5 g/l
- Trockenextrakt: mind. 18,0 g/l